# Chaetospania gardineri
Chaetospania gardineri ist ein seltenes Insekt aus der Ordnung der Ohrwürmer. Es ist auf den Seychellen-Inseln Silhouette und Mahé endemisch. Das Artepitheton ehrt den britischen Zoologen John Stanley Gardiner (1872–1946), der zwischen 1905 und 1906 Expeditionen auf die Seychellen organisiert hatte.

## Merkmale
Chaetospania gardineri erreicht, einschließlich der Zangen, eine Länge von 6 bis 7 mm. Die allgemeine Färbung ist dunkel kastanienfarben oder rot und schwarz. Die Tegmina ist immer hell, die Flügelschuppen sind dunkel. Der ganze Körper ist mit langen, feinen und hellen Härchen bedeckt. Die Augen sind klein. Die Antennen sind dunkel. Die basalen Segmente sind schwarz, die distalen sind weiß. Das Pronotum ist rechteckig. Die kurzen Beine sind distal bis zu den Tarsi hellgelblich. Der dritte Tarsus ist ein wenig länger als der erste. Das letzte Abdominalsegment ist rechteckig und quer mit mittleren Vertiefungen und kleinen Erhebungen über dem Hinterleibsanhang. Das Pygidium ist kurz, breit und eingedrückt, hinten ist es gekürzt. Die Winkel bilden scharfe Spitzen, die wie die Seiten konkav sind. Die Zangenzweige stehen an der Basis auseinander. Sie sind ziemlich gerade, mit einer scharfen Zacke in der Mitte des Innenrandes, dann biegen sie fast am rechten Winkel abrupt nach innen.

## Verbreitungsgebiet
Nachweise gab es von Mahé zwischen Trois Frères und Morne Seychellois sowie vom Morné Blanc im Jahr 1908, oberhalb von Cascade im Jahr 1909 und vom Mont Coton im Jahr 1995. Von Silhouette ist die Art oberhalb des Mare aux Cochons sowie aus der Region zwischen La Passe und Grand Barbe bekannt.

## Lebensraum
Chaetospania gardineri bewohnt feuchtes Waldland. Bevorzugt ist die Art in den Astwinkeln der Palmenart Verschaffeltia splendida zu finden. 

## Gefährdung
Die Art galt zwischen 1909 und 1994 als verschollen. Im Dezember 1994 wurde zunächst ein Weibchen auf Silhouette und im Januar 1995 ein Männchen auf Mahé wiederentdeckt. Während das historische Verbreitungsgebiet dieser Art noch eine Fläche von 15 km² hatte, war dieses im Jahr 2006 auf 5 km² geschrumpft. Die IUCN stuft Chaetospania gardineri in die Kategorie „vom Aussterben bedroht“ (critically endangered) ein. Die Hauptgefährdung geht von der Lebensraumverschlechterung durch invasiven Pflanzenarten wie Cinnamomum verum aus. Weitere Gefährdungen stellen Waldbrände und Rodungen dar. Auf Mahé ist Chaetospania gardineri vermutlich durch die Nachstellungen des eingeschleppten Ohrwurms Chelisoches morio gefährdet.